# Phí Y
Phí Y (費偉) hoặc Phí Huy (費褘) (? - 16 tháng 2, 253), tự là Văn Sĩ (文偉), là đại thần của nước Thục Hán trong thời kỳ Tam Quốc. Ông làm nhiếp chính cho Lưu Thiện sau khi Tưởng Uyển mất.

## Tiểu sử
Phí Y là người Mãnh Huyện thuộc Giang Hạ (江夏, ngày nay là phía đông Hồ Bắc). Ông mồ côi cha sớm, được người chú họ là Phí Bá Nhân (費伯仁) cưu mang. Phí Bá Nhân là anh em con cô con cậu với châu mục Ích châu (益州, ngày nay là Tứ Xuyên và Trùng Khánh) là Lưu Chương, vì vậy khoảng năm 211 Chương mời Bá Nhân về Ích châu, Phí Bá Nhân liền đưa Phí Y cùng đi. Lưu Bị đánh Ích châu, Phí Y ở lại trong vùng, cùng với Hứa Thục Long và Đổng Doãn trở thành các nhân sĩ có tiếng.
Con của Hứa Tĩnh chết, Phí Y và Đổng Doãn đến dự tang. Cha của Đổng Doãn là Đổng Hòa cấp cho một cái xe hươu kéo để đi, trong khi các tôn khách khác đều ngồi xe sang trọng. Đổng Doãn cảm thấy xấu hổ ngại ngùng, riêng Phí Y vẫn điềm tĩnh, cư xử như thường. Đổng Hòa biết việc ấy, rất tán thưởng Phí Y.
Lưu Bị lập Lưu Thiện làm thái tử, cho Y và Doãn làm xá nhân của thái tử, sau cả hai lại theo hầu với con kế của Bị. Lưu Thiện kế ngôi vua, cho Phí Y làm Hoàng môn thị lang. Khi thừa tướng Gia Cát Lượng bình định Nam Trung trở về kinh, Phí Y cùng bá quan ra đón, được Gia Cát Lượng cho ngồi chung xe, từ đó mọi người đều kính nể Phí Y.

## Phụ tá Gia Cát Lượng
Gia Cát Lượng làm thừa tướng Thục Hán, rất coi trọng Phí Y. Gia Cát Lượng bình định Nam Trung (nay là vùng Quý Châu và Vân Nam) trở về kinh, Phí Y cùng bá quan ra đón, Lượng cho Y ngồi chung xe của mình, từ đó mọi người đều kính nể Phí Y. Trong Tiền xuất sư biểu, Gia Cát Lượng khen ngợi Phí Y cùng Quách Du Chi và Đổng Doãn, khuyên Hậu chủ Lưu Thiện việc gì cũng phải bàn kỹ với ba người.
Gia Cát Lượng cho Phí Y làm Chiêu tín Hiệu úy, đi sứ sang Đông Ngô, sau khi về nước được thăng làm Thị trung. Phí Y có tài ngoại giao, vì vậy trong thời gian này ngoài phụ trách việc triều chính và việc quân sự thì ông cũng thường sang Ngô giao hảo. Năm 227 Gia Cát Lượng đến Hán Trung chuẩn bị Bắc phạt, cho Phí Y làm Tham quân để phụ tá. Đến năm 230 được chuyển thành Trung hộ quân, rồi thăng lên Tư mã. Tướng quân Ngụy Diên và Trưởng sử Dương Nghi có hiềm khích với nhau, hay gây gổ cãi vã, Phí Y thường hay đứng ra can ngăn, nhờ đó mà ít nhiều kiềm chế được Diên và Nghi, mặc dù không cản được hai người tận diệt lẫn nhau sau khi Gia Cát Lượng mất.
Năm 234, Gia Cát Lượng bệnh mất trong quân ở gò Ngũ Trượng, trước khi chết giao phó công việc lại cho Tưởng Uyển, còn Phí Y được xem là người có thể kể tục Uyển.

### Đi sứ Đông Ngô
Sau khi Lưu Bị mất, Gia Cát Lượng nỗ lực cử người nối lại quan hệ bang giao với Đông Ngô, trong đó nổi bật là Đặng Chi và Phí Y. Phí Y được bổ nhiệm làm Chiêu tín Hiệu úy (昭信校尉), năm 225 đi sứ sang Ngô. Ngô chủ Tôn Quyền thấy Phí Y còn trẻ tuổi, thường hay bày trò trêu chọc. Có hôm Tôn Quyền cố ý chuốc Phí Y say rượu rồi hỏi nhiều câu hóc búa. Phí Y viện cớ say hẹn hôm sau trả lời, quả nhiên hôm sau ông trả lời đâu ra đấy, không thiếu câu nào. Hôm khác, cũng lúc uống say, Tôn Quyền châm chọc về mâu thuẫn giữa Ngụy Diên và Dương Nghi, nói rằng sau khi Gia Cát Lượng chết thì sẽ có thảm họa. Phí Y bị bất ngờ, không trả lời được, may có Đổng Khôi đỡ lời, nói rằng Diên và Nghi chỉ là mâu thuẫn cá nhân, không đến mức như Anh Bố, Hàn Tín khó bề chế ngự, nếu vì chuyện nhỏ nhặt mà bỏ mất đại sự thì cũng giống như không dám ra biển vì sợ có gió. Tôn Quyền nghe thấy vậy rất tán thưởng.
Cũng một dịp tiệc rượu khác, Phí Y bước vào thấy quần thần Đông Ngô cố ý không thèm nhìn mình, chỉ lo ăn uống. Ông ứng khẩu đọc bốn câu thơ “Phượng hoàng bay lượn, kỳ lân vất vả. Lừa kia vô tri, mải ăn những gì”. Đại thần Gia Cát Khác trả đũa “Thích trồng Ngô đồng, chờ đón phượng hoàng. Có con chim sẻ, cũng đến lượn lờ. Sao không bắn ngay, chốn cũ đuổi về”. Sau đó Y và Khác chắp bút viết mấy bài phú, cùng trao đổi văn chương trong tiệc.
Các đại thần Đông Ngô như Gia Cát Khác hay Dương Cù cũng hay thử thách Phí Y, Phí Y đều ứng đối trôi chảy không hề bị khuất phục. Tôn Quyền thấy thế rất thích Phí Y, nói rằng "Tiên sinh là người hiền đức trong thiên hạ, sau này ắt sẽ là đại thần trụ cột của Thục Hán, sợ sau này lại không thường đến thăm Đông Ngô của ta nữa". Quyền còn lấy bảo đao của mình tặng cho Phí Y, khiến Phí Y rất cảm động.

## Phụ tá Tưởng Uyển
Gia Cát Lượng mất, Phí Y làm hậu quân sư. Tưởng Uyển làm đại tướng chấp chính, bổ nhiệm Phí Y làm Thượng thư lệnh. Phí Y tư chất thông minh, nhìn sơ qua là hiểu ngay, lại có trí nhớ tốt, cho nên công vụ chỉ từ sáng đến trưa là làm xong, buổi chiều có thể tiếp khách, vui chơi, chơi cờ. Năm 243 khi Đổng Doãn thay Phí Y làm Thượng thư lệnh, có ý học theo lịch làm việc của Phí Y, tuy nhiên chỉ sau mấy ngày công việc trễ hẹn chất chồng. Doãn thấy vậy nói: "Ta chẳng thể bằng Y được. Ta xét việc cả ngày, mà chẳng rảnh được chút nào ư."
Năm 243 Tưởng Uyển bệnh nặng, Phí Y được thăng làm Đại tướng quân, cùng Đổng Doãn thay Uyển nắm phần lớn chức trách. Năm 244, Tào Sảng kéo đại quân Ngụy đến đánh Thục ở Hán Trung (漢中, ngày nay cũng là Hán Trung thuộc Thiểm Tây), Phí Y cẩm quân đánh bại Tào Ngụy, được phong làm Thành Hương hầu. Năm 246 Tưởng Uyển mất, Phí Y thay Tưởng Uyển chấp chính.

## Nhiếp chính
Phí Y thay Tưởng Uyển làm Đại tướng quân chấp chính, sau lĩnh cả Thứ sử Ích Châu, gánh vác công việc như Tưởng Uyển xưa, có Thị Trung thủ Thượng thư lệnh Đổng Doãn làm phụ tá. Năm 246 Đổng Doãn mất, có Vệ tướng quân Khương Duy cùng phụ tá coi xét việc. Năm 248, Phí Y ra đóng ở Hán Trung, giáp biên giới phía Bắc. Dù ở bên ngoài, ảnh hưởng của Phí Y vẫn rất lớn, triều đình có công vụ quan trọng thường ra hỏi ý của Phí Y rồi mới thi hành. Năm 251, Phí Y về Thành Đô, nhưng các quan chiêm tinh nói chưa nên đặt chức thừa tướng nên đến cuối năm Phí Y lại ra trấn ở Bắc. Năm 252, Hậu chủ Lưu Thiện cho Phí Y mở phủ đệ riêng.
Phí Y và Khương Duy đều chủ yếu làm việc quân, vì vậy việc nội chính đã rất nhanh chóng rơi vào tay hoạn quan Hoàng Hạo.
Phí Y không chủ trương Bắc phạt quy mô lớn như Gia Cát Lượng, chỉ cho phép Khương Duy đem chừng 1 vạn quân thảo phạt quấy rối quy mô nhỏ. Ông hay nói với Khương Duy rằng: "Chúng ta chẳng bằng được Thừa tướng nhưng lại muốn làm được quá thế ư ? Đến như Thừa tướng còn chẳng yên định được Trung Nguyên, huống hồ là bọn ta. Vậy nên chẳng gì bằng giữ yên nước mà trị dân, thận trọng coi giữ xã tắc, bảo trì công nghiệp, thu dụng kẻ sỹ, chẳng nên mong cầu sự may mắn mà quyết sự thành bại ở một lần vọng động. Ví bằng chẳng được như ý, có hối cũng không kịp nữa vậy."
Phí Y tính tình hòa nhã, khiêm cung trong sạch, trong nhà không tích của cải, gia đình mặc áo vải thô ăn cơm thường, ra ngoài không có tùy tùng xe ngựa, chẳng khác gì người bình thường. Tuy nhiên Phí Y lại quá nhân hậu, cả tin, không biết phòng bị với người dưới. Trương Nghi sợ Phí Y bị gian tế trà trộn vào hành thích, có viết thư khuyên nhủ.
Quả nhiên Phí Y bị hành thích thật. Năm 253, trong lễ mừng thọ 60 tuổi, tướng Ngụy trá hàng là Quách Tuần (郭循) nhân lúc mọi người uống say, đâm chết Phí Y. Tuần vốn muốn hành thích Hậu chủ Lưu Thiện, nhưng không được, nên chuyển sang Phí Y. Sau Tuần bị bộ hạ của Phí Y bắt giết, được Ngụy đế Tào Phương truy phong là Trường Lạc Hương hầu.
Nhà sử học Ngu Hy (虞喜) đã bình luận: "Phí Y là người quá cởi mở và chân thật nên đã không lo ngại về những người khác, và cuối cùng ông đã bị hạ sát bởi bàn tay của Quách Tuấn, một kẻ đầu hàng. Đó chẳng phải là khuyết điểm trong đức tính của ông hay sao?".
Phí Y mất, được ban hiệu Kính hầu (敬侯). Con là Phí Thừa nối dõi, làm Hoàng môn thị lang, em của Thừa là Phí Cung lấy công chúa nhà Thục Hán, làm Thượng thư lang, nổi danh đương thời, nhưng chết sớm. Con gái lớn của Phí Y lấy thái tử Lưu Tuyền.